# Ruagea raimondii
Ruagea raimondii är en tvåhjärtbladig växtart som beskrevs av Hermann August Theodor Harms. Ruagea raimondii ingår i släktet Ruagea och familjen Meliaceae. Inga underarter finns listade i Catalogue of Life.